# Liste der Monuments historiques in Saint-Jacut-de-la-Mer
Die Liste der Monuments historiques in Saint-Jacut-de-la-Mer führt die Monuments historiques in der französischen Gemeinde Saint-Jacut-de-la-Mer auf.

## Liste der Bauwerke
| Bezeichnung       | Beschreibung              | Standort | Kennzeichnung | Schutzstatus | Datum | Bild           |
| ----------------- | ------------------------- | -------- | ------------- | ------------ | ----- | -------------- |
| Tour des Hébihens | Erbaut im 17. Jahrhundert | (Lage)   | PA22000030    | Inscrit      | 2010  | weitere Bilder |